# Malevizio
Malevizio (tiếng Hy Lạp: ?) là một khu tự quản ở vùng Kríti, Hy Lạp. Khu tự quản Malevizio có diện tích 292 km², dân số theo điều tra ngày 18 tháng 3 năm 2001 là 20735 người.